# Expédition de Médéa (1830)
Pour les articles homonymes, voir Expédition de Médéa.
Conquête de l'Algérie par la France
L’expédition de Médéa de 1830, également appelée expédition de l'Atlas, durant la conquête de l'Algérie par la France oppose, en novembre 1830, les troupes françaises commandées par le général Clauzel aux troupes du bey de Tittery, Mostéfa Boumezrag.

## Préambule
Le but de l’expédition de Médéa était de déposséder du beylik du Titteri Mostéfa Boumezrag qui avait reçu l'investiture du général en chef et qui s'était soulevé contre les Français.

## L'approche
Après la fuite des troupes du bey du Titteri, lors du combat du col de Mouzaïa, le 21 novembre 1830, les troupes françaises commandées par le général Bertrand Clauzel continuent leur avancent vers Médéa le lendemain.

Après quelques escarmouches, un arabe, très pauvrement vêtu, se présenta tenant une lettre adressée au général en chef : Elle était des autorités de Médéa, et contenait la soumission de ses habitants.

## La prise de la ville
L'armée Française arriva devant les portes de la ville, avant la nuit, et le général en chef y fit son entrée avec un bataillon laissant le reste des troupes campé en dehors des murs.
 
Le 23 novembre le général Clauzel installa le nouveau bey, Mustapha Ben-Omar, un Maure d'une famille algérienne qu'il avait nommé avant son départ d'Alger.
 
Dans la soirée du 23, Mustapha Bou-Mezrag qui n'avait pas apparu lors du combat du col de Mouzaïa, le 21,  d’où dépendait cependant sa fortune et peut-être sa vie et qui, lorsque le sort des armes eut décidé contre lui, s'était retiré dans un marabout à une quinzaine de kilomètres de Médéa, pour échapper aux Kabyles du voisinage et aux Sahraouis, vint se constituer prisonnier avec son fils, sous la condition de conserver sa fortune personnelle. 

Les 24 et 25 novembre furent employées à reconnaitre la ville et ses environs.
 
2 bataillons du 20e de ligne et du 28e de ligne, les zouaves et un faible détachement de sapeurs formant un effectif d'environ 1 200 hommes furent laissés à Médéa sous les ordres du colonel Marion. En outre les habitants furent organisés en une espèce de garde nationale, forte de 4 bataillons, tandis que le reste des forces armées quittait la ville le 26 novembre et arrivait, le 29 novembre, dans ses cantonnements d'Alger, sans avoir été inquiété dans sa marche du retour.

Le 27 novembre la garnison repoussa de très vives attaques qui se renouvelèrent pendant 3 jours. 10 000 Algériens dirigèrent leurs principaux efforts contre une maison de campagne appelée Ferme du Bey qui était situé à 1 250 mètres de la ville. Durant ces attaques ils sont contraints d'abandonner 500 morts et ont en outre 1 800 hommes blessés.

## Deuxième expédition
La garnison de Médéa n'ayant que peu de vivres et de munition, un convoi de ravitaillement, escorté par 2 brigades commandées par le général Boyer, parti d'Alger le 7 décembre. 
La colonne traversa l'Atlas et arriva le 10 décembre à Médéa sans tirer un seul coup de fusil. Après avoir passé 3 jours dans la ville, le général Boyer laissa le commandement de la place au général Danlion avec un renfort de 2 bataillons et regagna Alger le 4 janvier 1831, sans encombre.
Les troupes françaises ayant totalement quittées la ville, le nouveau bey, Mustapha Ben-Omar, avait voulu partir avec elle, mais il se décida finalement de rester à Médéa, après qu'il eut reçu dans la mosquée le serment des habitants qui jurèrent de le défendre.

Toutefois les tribus de Tittery ne tardèrent pas à méconnaitre l'autorité du bey, et, dans les premiers mois de 1831, sa position devint de jour en jour de plus en plus inconfortable. Un des fils de Mustapha Bou-Mezrag, l'ancien bey, avait été autorisé, début février 1831, à retourner à Médéa. Il profita de cette occasion pour se mettre à la tête d'un parti puissant, dont les intrigues et les oppositions allèrent jusqu'à obliger Mustapha Ben-Omar à se renfermer chez lui, sous la garde de quelques habitants fidèles. Réduit à cette extrémité, celui-ci écrivit, en juin 1831, au général Berthezène, qui avait remplacé le général Clauzel, que sa position n'était plus tenable, et réclama le secours de l'armée Française.

Le 25 juin 1831, le général Berthezène partit d'Alger avec 2 brigades.